# Акопян, Гагик (борец)
Гагик Акопян (род. 2000) — армянский борец греко-римского стиля.
Чемпион Армении 2021 в категории до 82 кг.
В составе молодёжной сборной Армении участвовал в чемпионатах Европы 2021 и 2022 годов и чемпионате мира 2021 года (U23).